# Томская железная дорога
То́мская желе́зная доро́га — (административно) железная дорога на юге Западной Сибири, существовавшая с 1912 по 1961 год.
Управление дороги находилось сначала в Томске, а с 1934 года — в Новосибирске.

## История
Томская железная дорога была образована из Средне-Сибирской железной дороги, которая в 1912 году была разделена на две части: Омскую и Томскую согласно исполнения решения Совет министров Российской империи от 1910 г.
После Октябрьской революции в состав Томской дороги вошли Ачинско-Минусинская, Кольчугинская и Алтайская железные дороги.
Присоединение соседних дорог позволило Томской железной дороге со временем стать самой большой по протяжённости и самой мощной по грузообороту среди железных дорог СССР.
В 1934 году распоряжением НКПС управление дороги было переведено из Томска в Новосибирск «с целью полнейшей концентрации управления». Тогда же из Томской и Забайкальской железных дорог была выделена Восточно-Сибирская железная дорога, а через два года — Красноярская железная дорога.
В 1961 году Томская железная дорога была вновь объединена с Омской и стала называться Западно-Сибирской железной дорогой, управление которой расположено в Новосибирске.

## Томская ветвь
Под Томской железной дорогой сегодня иногда понимают Томскую железнодорожную ветвь. Это скорее неправильно, поскольку под железной дорогой обычно имеют в виду административную единицу всего железнодорожного хозяйства страны (ныне — филиалы ОАО «Российские железные дороги»).

## Сотрудники

### Начальники Томской железной дороги
- Май 1916 — январь 1920 года — Кругликов, Николай Владимирович[3]
- 1949—1955 — Муратов, Пётр Григорьевич[4]
- 1955—1961 — Никольский, Николай Порфирьевич